# فهرست شخصیت‌های جنگ ستارگان

این مقاله فهرستی از شخصیت‌های جنگ ستارگان را در بر دارد.

## آ تا س
آ-ا
- آر تو-دی‌ تو
- اوبی‌وان کنوبی
- آناکین اسکای‌واکر
- آساج ونترس
- آسوکا تانو
- اوپو رنسیسیس: استاد جدای متخصص طراحی نبرد که در طول جنگ کلون مدیریت بسیاری از جنگ ها را بر عهده داشت. در طول دستور 66 نیز موفق شد زنده بماند.
- ایث کاث: استاد جدای در طول جنگ کلون که در اواخر جنگ از شورای جدای اخراج شد.
- پیشوای عالی اسنوک
- اینو کوردووا: جدای محقق درباره نژاد های باستانی استفاده کنندۀ نیرو. حضور در جنگ ستارگان جدای: بازمانده.
- ازرا بریجر: جدای عضو گروه شورشی ها.
- آلمک: نخست وزیر مندلور در جنگ های کلون.

ب
- بی‌بی-۸
- بوبا فت
- بیل اورگانا
- بریس اوفی: شاگرد لومینارا اوندولی که در اواسط دوستی اش با آسوکا تانو به نیمه تاریک کشیده شد و برای آسوکا پاپوش دوخت که در نهایت منجر شد آسوکا از محفل جدای خارج شود.
- بوکاتان کریز: عضو گروه نگهبانان مرگ در دوران جنگ کلون. مدعی سلطنت مندلور طبق سری مندلورین.
- دارث بین
- بیلن اسکال: جدای که از دستور 66 نجات پیدا کرد و بعدا به نیمه تاریک روی آورد. حضور در سری آسوکا.

پ
- پدمه آمیدالا
- پو دامرون
- پری ویزلا: رهبر نگهبانان مرگ که در اواخر جنگ کلون با همکاری دارث ماول به مدت کوتاهی حاکم مندلور شد و بعدا توسط خود دارث ماول در نبرد تن به تن کشته شد. همچنین او به عنوان یکی از دارندگان شمشیر نوری سیاه که جزو میراث مندلور است شناخته شده.
- پونک کرل: استاد جدای که به محفل جدای خیانت کرد و منجر به کشته شدن بسیاری از کلون ها شد.
- دارث پلگوس: استادِ پالپاتین (دارث سیدیوس).
- پلو کون (شخصیت جنگ ستارگان): استاد جدای عضو شورای جدای در دوران جنگ های کلون. فردی که موفق به تشخیص آسوکا تانو و آوردندش به محفل جدای بود. طی فرمان 66 با از دست دادن کنترل سفینه اش و برخورد به ساختمانی کشته شد.

ت
- گرند ماف تارکین
- مادر تالزین
- دارث تیرانوس
- ترا سینوبه: استاد جدای عضور شورای جدای در طول جنگ کلون. استاد آموزش های اولیه کودکان جدای.

ث
- گرند آدمیرال ثراون

ج
- جابای هات
- جار جار بینکس
- جانگو فت
- جوکاستا نو: کتابدار کتابخانه بزرگ جدای در طول جنگ کلون که جزو بازمانده های دستور 66 بود ولی بعدا توسط دارث ویدر کشته شد.

چ
- چوباکا

د
- دین جارین
- داکا

ر
- ری (جنگ ستارگان)
- رز تیکو
- دارث رِوِن: در ابتدا جدای بود ولی برای مطالعه بیشتر نیرو به نیمه تاریک روی آورد و تبدیل به یک ارباب سیث شد.
- کاپیتان رکس

س
- دارث سیدیوس
- سیر جوندا: استاد جدای کل کستیس که در سری جنگ ستارگان جدای: بازمانده حضور داشت. موفق به شکست دارث ویدر شد ولی با حرکت هوشمندانه از سوی دارث ویدر شکست خورد و کشته شد.
- ملکه ساتین: فرمانروای مندلور در قسمتی از جنگ های کلون.
- سی‌تری‌پی‌او
- سبین رن: مندلورینی که عضو گروه شورشی ها بود و بعدا به عنوان شاگرد آسوکا تانو برگزیده شد.
- ساواج اوپرس یک شخصیت خیالی در جنگ ستارگان است.او برادر دارث ماول و همچنین شاگرد کنت دوکو بود.ساواج در نهایت توسط پالپاتین کشته شد.

## ش تا ی
ش
- شیو پالپاتین
- شاک تی: استاد جدای که همنوع آسوکا تانو و عضو شورای جدای بود. در طول جنگ کلون نظارت مستقیم بر تولید کلون ها را از سوی محفل جدای را بر عهده داشت.
- شین هاتی: شاگرد بیلن اسکال. حضور در سری آسوکا.

ف
- کاپیتان فازما
- کاپیتان فاکس
- فین (جنگ ستارگان)
- فنک شند

ک
- کنت دوکو
- کوای‌گان جین
- کیرا (شخصیت جنگ ستارگان)
- کوئینلن واس: یکی از شوالیه های جدای بود که تفکراتی مستقل از جدای و قهرمانانه داشت.
- فرمانده کودی
- کاسین آندور
- کل کستیس: جدای بازمانده از دستور 66. نقش اول سری جنگ ستارگان جدای: محفل سنگون و بازمانده
- کایلو رن
- کارا دون
- کد بین
- کیت فیستو: استاد جدای در جنگ کلون که مستقیما توسط دارث سیدیوس کشته شد.
- کی آدی موندی: استاد جدای در طول جنگ کلون.
- کانان جاروس

گ
- گروگو
- ژنرال گریوس

ل
- لندو کالریسیان
- لوک اسکای‌واکر
- لیا اورگانا
- لومینارا اوندولی: استاد جدای در طول جنگ کلون.

م
- دارث ماول
- دارث مالگوس
- دارث مالاک
- میس ویندو
- مندلورین (شخصیت)
- مرین: یکی از بازمانده های خواهران شب که معشوقه جدای بازمانده، کل کستیس است.

ن
- دارث نیهیلوس: سیثی که از اصول همنوعانش پیروی نمیکرد. از شدت ترکیب با نیرو چهره خود را از دست داد و در نقاب سفیدی خلاصه شد.

و
- دارث ویدر
- وج آنتیلس

ه
- هان سولو
- هوندو اوناکا: رئیس گروهی از جنایتکاران در طول جنگ کلون.
- هرا سیندولا: خلبان ماهر و از رهبرین شورشی ها.

ی
- یودا
- یدل: استاد جدای که تنها جدای همنوع استاد یودا بود. بعد از متوجه شدن خیانت کنت دوکو توسط خود او کشته شد.